# 江户川乱步奖
江户川乱步奖，通稱「亂步賞」，於1954年为庆祝江户川乱步60寿辰而设立的奖项，从1955年开始第一届，以后每年一届。前两回获奖的都是推理小说的专题研究，从1957年的第三届开始成为专门鼓励新人作家的奖项。江户川乱步奖是日本推理小说的最高荣誉，同时有名的奖项还有橫溝正史獎和日本推理作家協會獎。应征稿件以未发表者为限，得奖者可获江户川乱步像；作品由讲谈社出版。1992年时奖金增为1000万日元。
有些获奖的新人作家后来成为推理小说巨匠，比如森村诚一、西村京太郎、東野圭吾、池井户润、桐野夏生、福井晴敏等人。

## 評審
江户川乱步奖每次的评委由五人组成，每年重新聘请。

## 历届获奖者及作品
| 年份     | 獲獎者     | 中文書名                                 | 原文書名                               |
| -------- | ---------- | ---------------------------------------- | -------------------------------------- |
| 1955年   | 中岛河太郎 |                                          | 《》                                   |
| 1956年   | 早川书房   |                                          | 《ハヤカワ・ポケット・ミステリ》の出版 |
| 1957年   | 仁木悦子   | 《只有貓知道》                           | 《猫は知っていた》                     |
| 1958年   | 多歧川恭   | 《濡溼的心》                             | 《濡れた心》                           |
| 1959年   | 新章文子   |                                          | 《》                                   |
| 1960年   | （空缺）   |                                          |                                        |
| 1961年   | 陈舜臣     | 《枯草之根》                             | 《枯草の根》                           |
| 1962年   | 戶川昌子   | 《幻影之城》                             | 《大いなる幻影》                       |
| 1962年   | 佐贺潜     | 《綴花的屍體》                           | 《華やかな死体》                       |
| 1963年   | 藤村正太   |                                          | 《孤独なアスファルト》                 |
| 1964年   | 西东登     |                                          | 《蟻の木の下で》                       |
| 1965年   | 西村京太郎 | 《天使的傷痕》                           | 《天使の傷痕》                         |
| 1966年   | 斋藤荣     | 《棋譜血案》                             | 《殺人の棋譜》                         |
| 1967年   | 海渡英佑   | 《柏林1888》                             | 《伯林-一八八八年》                    |
| 1968年   | （空缺）   |                                          |                                        |
| 1969年   | 森村诚一   | 《高層的死角》                           | 《高層の死角》                         |
| 1970年， | 大谷羊太郎 | 《錄音帶殺人事件》                       | 《殺意の演奏》                         |
| 1971年   | （空缺）   |                                          |                                        |
| 1972年   | 和久俊三   | 《假面法庭》                             | 《仮面法廷》                           |
| 1973年   | 小峰元     | 《阿基米德借刀殺人》                     | 《アルキメデスは手を汚さない》         |
| 1974年   | 小林久三   | 《暗黒告知》                             | 《暗黒告知》                           |
| 1975年   | 日下圭介   | 《蝴蝶們如今》                           | 《蝶たちは今……》                       |
| 1976年   | 伴野朗     | 《五十萬年的死角》                       | 《五十万年の死角》                     |
| 1977年   | 藤本泉     | 《歲月之潮》                             | 《時をきざむ潮》                       |
| 1977年   | 梶龙雄     |                                          | 《》                                   |
| 1978年   | 栗本薰     | 《我們的無可救藥》（《屬於我們的時代》） | 《ぼくらの時代》                       |
| 1979年   | 高柳芳夫   |                                          | 《》                                   |
| 1980年   | 井泽元彦   |                                          | 《》                                   |
| 1981年   | 长井彬     |                                          | 《》                                   |
| 1982年   | 中津文彦   | 《黄金流砂》                             | 《黄金流砂》                           |
| 1982年   | 岡嶋二人   | 《寶馬血痕》                             | 《焦茶色のパステル》                   |
| 1983年   | 高桥克彦   | 《寫樂殺人事件》                         | 《》                                   |
| 1984年   | 鸟井加南子 |                                          | 《天女の末裔》                         |
| 1985年   | 東野圭吾   | 《放學後》                               | 《放課後》                             |
| 1985年   | 森雅裕     | 《莫扎特不唱搖籃曲》                     | 《モーツァルトは子守唄を歌わない》     |
| 1986年   | 山崎洋子   | 《花園迷宮》                             | 《花園の迷宮》                         |
| 1987年   | 石井敏弘   | 《勁風下的彎道》                         | 《風のターン・ロード》                 |
| 1988年   | 坂本光一   | 《白色的殘像》                           | 《白色の残像》                         |
| 1989年   | 长阪秀佳   |                                          | 《浅草エノケン一座の嵐》               |
| 1990年， | 鳥羽亮     | 《劍道殺人事件》                         | 《剣の道殺人事件》                     |
| 1990年， | 阿部陽一   | 《不死鳥的喪鐘》                         | 《フェニックスの弔鐘》                 |
| 1991年   | 鸣海章     |                                          | 《》                                   |
| 1991年   | 真保裕一   | 《連鎖》                                 | 《連鎖》                               |
| 1992年   | 川田弥一郎 | 《白色長廊下》                           | 《白く長い廊下》                       |
| 1993年   | 桐野夏生   | 《濡溼面頰的雨》                         | 《顔に降りかかる雨》                   |
| 1994年   | 中屿博行   |                                          | 《検察捜査》                           |
| 1995年   | 藤原伊织   | 《恐怖份子的洋傘》                       | 《テロリストのパラソル》               |
| 1996年   | 渡邊容子   | 《左手里的秘密》(《別告訴左手》）        | 《左手に告げるなかれ》                 |
| 1997年   | 野泽尚     | 《虛線的惡意》                           | 《破線のマリス》                       |
| 1998年   | 福井晴敏   | 《代號12》                               | 《Ｔｗｅｌｖｅ Ｙ．Ｏ．》              |
| 1998年   | 池井户润   |                                          | 《果つる底なき》                       |
| 1999年   | 新野剛志   |                                          | 《八月のマルクス》                     |
| 2000年   | 首藤瓜於   | 《腦男》                                 | 《脳男》                               |
| 2001年   | 高野和明   | 《13級階梯》                             | 《13階段》                             |
| 2002年   | 三浦明博   |                                          | 《滅びのモノクローム》                 |
| 2003年   | 不知火京介 | 《擂台化妝師》                           | 《マッチメイク》                       |
| 2003年   | 赤井三寻   |                                          | 《翳りゆく夏》                         |
| 2004年   | 神山裕右   |                                          | 《》                                   |
| 2005年   | 药丸岳     | 《天使之刃》                             | 《天使のナイフ》                       |
| 2006年   | 鏑木蓮     | 《東京歸鄉》                             | 《東京ダモイ》                         |
| 2006年   | 早瀬乱     | 《三年坂火之夢》                         | 《三年坂 火の夢》                      |
| 2007年   | 曽根圭介   |                                          | 《沈底魚》                             |
| 2008年   | 翔田寬     |                                          | 《誘拐児》                             |
| 2008年   | 末浦廣海   | 《訣別之森》                             | 《訣別の森》                           |
| 2009年   | 遠藤武文   | 《三十九条過失》                         | 《プリズン・トリック》                 |
| 2010年   | 横關大     |                                          | 《再会》                               |
| 2011年   | 川瀬七緒   | 《萬事請注意》                           | 《よろずのことに気をつけよ》           |
| 2011年   | 玖村まゆみ |                                          | 《完盗オンサイト》                     |
| 2012年   | 高野史緒   |                                          | 《カラマーゾフの妹》                   |
| 2013年   | 竹吉優輔   |                                          | 《襲名犯》                             |
| 2014年   | 下村敦史   | 《黑暗中芬芳的謊言》                     | 《闇に香る嘘》                         |
| 2015年   | 吳勝浩     |                                          | 《道徳の時間》                         |
| 2016年   | 佐藤究     |                                          | 《ＱＪＫＪＱ》                         |
| 2017年   | (空缺)     |                                          |                                        |
| 2018年   |            |                                          | 《到達不能極》                         |
| 2019年   |            |                                          | 《ノワールをまとう女》                 |
| 2020年   |            |                                          | 《わたしが消える》                     |
| 2021年   |            |                                          | 《北緯４３度のコールドケース》         |
| 2021年   |            | 《老虎残夢》                             |                                        |
| 2022年   |            |                                          | 《此の世の果ての殺人》                 |

## 重要遺珠一覽
在過去亂步賞有個特色：即使在落選作者中也是名家輩出。後期也有比得獎作品評價更高的作品或落選引起爭議的作品。其中重要者如下所記。
- 1957年，《天狗的面具》，土屋隆夫
- 1959年，《招かざる客》（後作《招かれざる客》），笹澤左保
- 1962年，《嫌疑犯》，天藤真；《獻給虛無的供物》塔晶夫(中井英夫)
- 1969年，《天使已消失》，夏樹静子
- 1970年，《京城の死》（後作《愛の海峡殺人事件》），山村美紗
- 1971年，《藤太夫谷の毒》(後作《地図にない谷》)，藤本泉
- 1973年，《消失於麻六甲海峽》，山村美紗
- 1979年，《自動車教習所殺人事件》，中町信
- 1980年，《占星術殺人魔法》島田莊司
- 1981年，《希望明天好天氣》（あした天気にしておくれ），岡嶋二人
- 1982年，《ローウェル城の密室》，高沢則子（小森健太朗）
- 1988年，《倒錯的輪舞曲》（倒錯のロンド），折原一
- 1997年，《川の深さは》，福井晴敏

## 參閱
- 本格推理大獎

## 外部連結
- （日語）江戸川乱歩賞 小説現代